# Ignorantia legis non excusat
La locuzione latina ignorantia legis non excusat  (o ignorantia iuris non excusat) è molto nota per il suo uso in ambito legale, come espressione sintetica della massima giuridica riguardo alla presunzione di conoscenza della legge. Il suo significato è: «L'ignoranza della legge non discolpa». La locuzione si trova anche nella forma «Ignorantia iuris neminem excusat» ovvero «Ignorantia legis neminem excusat», cioè «L'ignoranza della legge non discolpa nessuno».

## Origine
Nata nel diritto romano, l'espressione sta a indicare che è dovere del cittadino essere al corrente delle leggi; si evita così che la non conoscenza di una legge costituisca materia per la difesa. Uno dei requisiti della legge negli ordinamenti moderni è infatti la sua conoscenza, che si dà per presunta: si presume che la legge sia sempre disponibile alla conoscenza del cittadino, anzi alla generalità dei cittadini. Il criterio è da considerarsi assoluto.
Una disamina dal punto di vista storico e di diritto comparato è stata condotta dalla Corte costituzionale della Repubblica italiana nella sentenza 24 marzo 1988, n. 364: in essa fu "sottolineato che il principio dell'irrilevanza dell'ignoranza di diritto non è mai stato positivamente affermato nella sua assolutezza. Si può, anzi, affermare che la storia del principio in esame coincida con la storia delle sue eccezioni: dal diritto romano-classico, per il quale era consentito alle donne ed ai minori di 25 anni "ignorare il diritto", attraverso i "glossatori" ed il diritto canonico, fino alle attuali normative di diritto comparato (codici penali tedesco-occidentale, austriaco, svizzero, greco, polacco, iugoslavo, giapponese, ecc.) si evidenziano tali e tante "eccezioni" all'assolutezza del principio in discussione che il codice Rocco si può sostenere sia rimasto, in materia, isolato, neppure più seguito dal codice penale portoghese. Quest'ultimo, infatti, mutando recentemente la precedente normativa, ha previsto il cosiddetto "errore intellettuale", nel quale rientra l'errore sul divieto la cui conoscenza appare ragionevolmente indispensabile perché possa aversi coscienza dell'illiceità del fatto".
L'"ignoranza inevitabile" può dipendere da fattori soggettivi, come una carenza di competenze del cittadino per comprendere correttamente il testo normativo, ovvero all'analfabetismo; o da fattori oggettivi, come l'eccessivo numero di leggi, e successive modifiche, e la loro difficile reperibilità nelle collezioni di riviste giuridiche (e, nei tempi moderni, sulla rete pubblica di accesso alle informazioni libere su Internet).

## Applicazione nel diritto penale italiano
C'è da premettere che il brocardo trova applicazione solo nell'ambito penale (articolo 5 del Codice Rocco), con l'avvertenza che anche in quel caso la conoscenza della legge extrapenale - che concorre alla fattispecie penale - riceve un trattamento meno rigoroso.
La Corte Costituzionale con sentenza 24 marzo 1988, n. 364, ha  comunque dichiarato l'articolo in questione parzialmente illegittimo per il fatto che non prevede l'ignoranza inevitabile della legge penale; per la Corte l'inevitabilità dell'errore sul divieto (e, conseguentemente, l'esclusione della colpevolezza) va misurata "secondo criteri oggettivi: ed anzitutto in base a criteri (cosiddetti oggettivi puri) secondo i quali l'errore sul precetto è inevitabile nei casi d'impossibilità di conoscenza della legge penale da parte d'ogni consociato. Tali casi attengono, per lo più, alla (oggettiva) mancanza di riconoscibilità della disposizione normativa (ad es. assoluta oscurità del testo legislativo) oppure ad un gravemente caotico (la misura di tale gravità va apprezzata anche in relazione ai diversi tipi di reato) atteggiamento interpretativo degli organi giudiziari, ecc. (...) Il fondamento costituzionale della "scusa" dell'inevitabile ignoranza della legge penale vale soprattutto per chi versa in condizioni soggettive d'inferiorità e non può certo esser strumentalizzata per coprire omissioni di controllo, indifferenze, ecc., di soggetti dai quali, per la loro elevata condizione sociale e tecnica, sono esigibili particolari comportamenti realizzativi degli obblighi strumentali di diligenza nel conoscere le leggi penali" (§ 27 del Considerato in diritto).
La nozione di ignorantia legis prodotta da errore scusabile, di cui alla sentenza della Corte Costituzionale citata, è poi stata sviluppata dalla giurisprudenza di legittimità. In particolare, per Cass., 5 settembre 1995 (ric. Nitti) vi ricade la classica situazione di buona fede amministrativa che esclude qualsivoglia coscienza dell’antigiuridicità; per Cass. n. 20937/09 l'“ignoranza incolpevole della illiceità del fatto” (v. pagg. 53 ss.) può essere invocata solo se vi è concorso tra un “elemento positivo esterno” (fatto estraneo alla sua condotta, atto, in base all’ordinaria diligenza ad indurlo in errore) ed uno “negativo interno” (“nessun rimprovero può essere mosso all’agente”).